# Милански метро
Милански метро (итал. Metropolitana di Milano) је брзи транзитни систем који опслужује Милано. Мрежа се састоји од пет линија укупне дужине мреже од 111,8 км и укупно 125 станица (+2 у изградњи), углавном подземне. Дневно има око 1,4 милиона путника радним данима. Милански метро је највећи брзи транзитни систем у Италији у смислу дужине, броја станица и броја путника; и пети по дужини у Европској унији и осми у Европи. 
Прва линија, Линија 1, отворена је 1964.; Линија 2 отворена је 5 година касније 1969.,  Линија 3 1990.,  Линија 5 2013.,  и Линија 4 2022. У плану је и неколико проширења која су у изградњи. 

## Историја
Први пројекти за линију метроа у Милану израђени су 1914. и 1925., по узору на подземне транспортне мреже у другим европским градовима попут Лондона и Париза. Планирање је настављено 1938. за изградњу система од 7 линија, али је и то заустављено након почетка Другог светског рата и због недостатка средстава.
Градска управа је 3. јула 1952. изгласала пројекат метроа а 6. октобра 1955. године створена је нова компанија, Metropolitana Milanese, за управљање изградњом нове инфраструктуре.
Прва деоница отворена је 1. новембра 1964. Два воза окићена италијанским заставама кренула су у 10.41 часова и стигла у 11.15 часова, поздрављена државном химном и тријумфалним корачицом опере „Аида“ Ђузепеа Вердија. Траса је била дуга 12,5 км, а средња удаљеност између станица била је 590 м.

## Инфраструктура

### Линије
Систем се састоји од 5 линија. Све линије пролазе подземно осим северног дела линије 2 и гране линије 2 Асаго.
Линије саобраћају у општини Милано на 80% укупне дужине (92 станице).  Поред Милана, опслужује се још 13 суседних општина: Асаго, Бусеро, Касина де Пеки, Чернуско сул Навиљо, Колоњо Монцезе, Ђесате, Горгонзола, Перо, Ро, Сан Донато Миланезе, Сеграте, Сесто Сан Ђовани, Вимодроне. Мрежа покрива око 20% укупне површине Милана. 

### Напајање
Линије 2 и 3 користе надземне водове за напајање воза електричном струјом и електрификоване су на 1500 V једносмерне струје. Линија 1 користи систем четврте шине, иако иста линија такође подржава надземне водове на неким деоницама и депоима; ово омогућава возовима линије 2 и 3 да користе пруге линије 1 да би стигли до депоа који се налази на прузи. Возове линије 4 и линије 5 напаја трећи систем шине на 750 V једносмерне струје.

## Возни парк
Прве 3 линије су линије тешке пруге, са возовима од 6 вагона, дужине око 105 м. Линија 4 и линија 5 су линије лаког метроа, са возовима од 4 вагона, дужине око 50 м. Користе исте возове метроа без возача компаније Hitachi Rail Italy са различитим конфигурацијама ентеријера (возови М4 имају распоред седишта сличан онима на прве 3 линије).

## Услуге

### Карте
Стандардна карта кошта 2,20 евра и важи 90 минута од важења на метроу, трамвају, аутобусу, тролејбусу и приградским линијама унутар Милана и 21 пограничне општине.  Доступне су и друге карте, као што су дневне, недељне, месечне, годишње, студентске и сениорске. 
Папирне карте могу се заменити плаћањем банковним картицама, под условом да путовање почиње у метроу, тако што ће куцнути у наранџасте капије постављене на свакој метро станици.  Овај начин плаћања није доступан на приградским линијама; очекивало се да ће се примењивати на трамвајима и аутобусима од краја 2019.;  коначно је уведен у децембру 2020. на три градске аутобуске линије, са плановима за покривеност на целој мрежи до 2023. 

### Радно време
Почиње око 5:40 и завршава се око 00:30. Недељом и празницима служба обично почиње касније и завршава се нешто касније, у зависности од прилике. 

### Ноћна служба
Ноћна служба саобраћа од 2015. са аутобусима за линију М1, М2, М3, а од 2022. и М4. Аутобуска линија иде отприлике истом трасом и зауставља се на истим станицама метроа у већем делу централног дела. За М1 ноћна аутобуска линија је подељена на 3 линије и наставља до Бађа, далеко преко стазе метроа. 